# Árabe libio
El árabe libio es una variedad oral del árabe hablada en Libia. Puede dividirse en dos variantes: la oriental, en torno a Bengasi, y la occidental, en torno a Trípoli. Forma parte del continuum dialectal árabe del Magreb, denominado Dariya.

## Historia
El dialecto árabe libio evolucionó a partir de dos grandes hechos históricos: la migración hilalí-sulaimí y la migración de los árabes de Al-Ándalus al Norte de África tras la Reconquista. Este dialecto también incorpora influencias del italiano y, en menor medida, del turco. Finalmente, tiene un sustrato bereber.

## Literatura
Christophe Pereira, Le parler arabe de Tripoli (Libye), Zaragoza: Instituto de Estudios Islámicos y del Oriente Próximo, 2010.
- Datos: Q56503